# Àcid glutàric
L'àcid glutàric és el compost orgànic amb la fórmula C₃H₆(COOH)₂. Tot i que els Àcids dicarboxílics relacionats "lineals" adípic i succínic són solubles en aigua únicament en petit percentatge a temperatura ambient, la solubilitat en aigua de l'àcid glutàric és per damunt del 50% (pes/pes).

## Bioquímica
L'àcid Glutàric és naturalment produït en el cos durant el metabolisme d'alguns aminoàcids, incloent lisina i triptòfan. Defectes en aquesta ruta metabòlica poden conduir a un desordre anomenada acidúria glutàrica, on els subproductes tòxics s'acumulen i poden causar encefalopatia severa.

## Producció
L'àcid Glutàric pot ser preparat per l'obertura de l'anell de butirolactona amb cianur de potassi per donar la mescla de carboxilat-nitril que és hidrolitzat al diàcid. Alternativament l'hidròlisi, seguida per l'oxidació de dihidropirane dona àcid glutàric. També pot ser preparat de la reacció d' 1,3-dibromopropà amb sodi o cianur de potassi per obtenir el dinitril, seguit per hidròlisi.

## Usos
- 1,5-Pentanediol, un plastificant comú i el precursor de polièsters és fabricat per hidrogenació d'àcid glutàric i els seus derivats.[2]
- L'àcid Glutàric per ell mateix ha estat utilitzat en la producció de polímers com polièster poliols, poliamides. El nombre atípic d'àtoms de carboni (en aquest cas cinc) és útil per minvar l'elasticitat del polímer.
- L'ácid uvitònic és obtingut per l'acció d'amoníac sobre l'àcid glutàric.

## Seguretat
L'àcid glutàric pot causar irritació a la pell i ulls. Els perills aguts inclouen el fet que aquest compost pot ser perjudicial per la ingestió, la inhalació o l'absorció de la pell